# Szpilówka

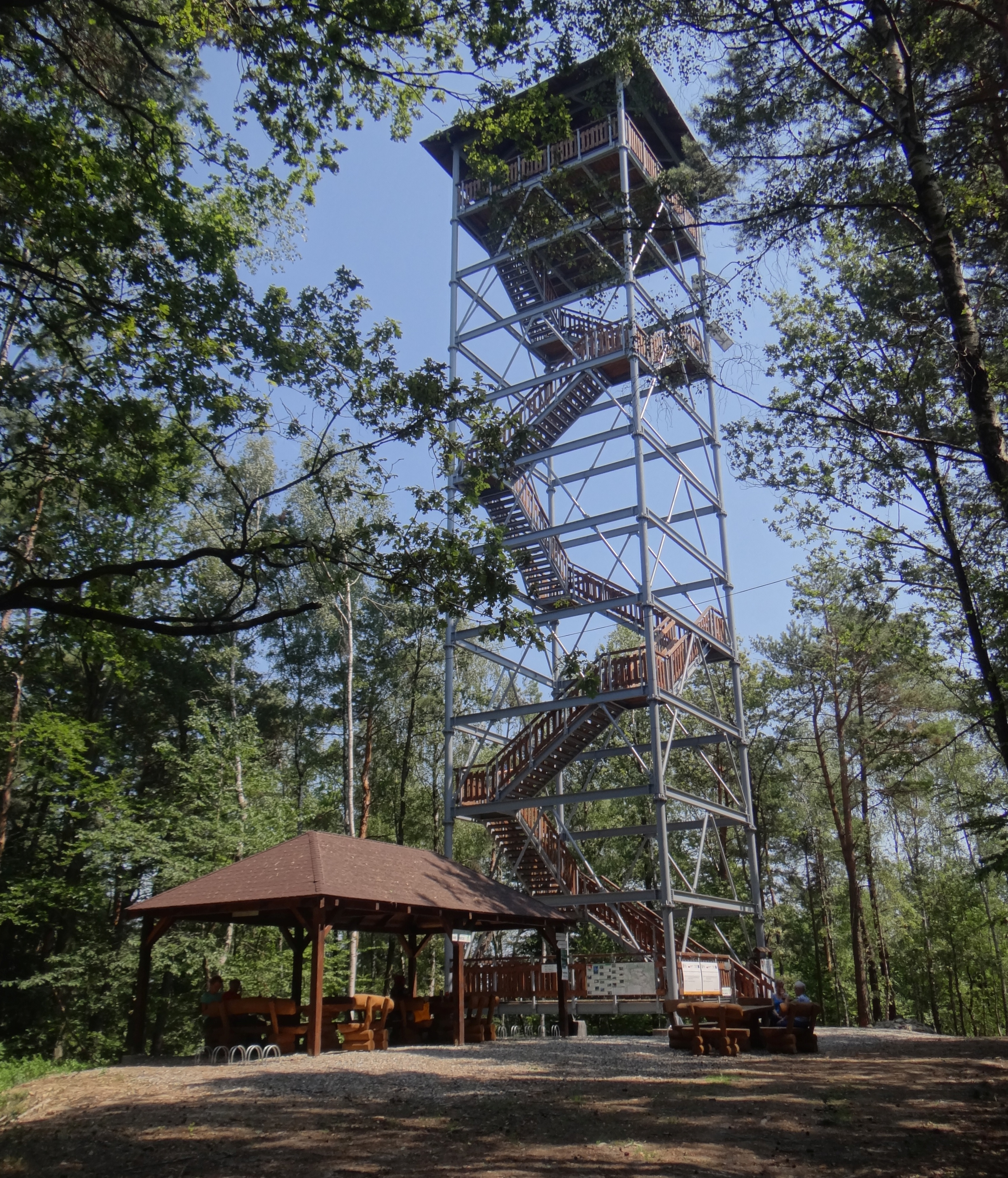
Wieża widokowa

Szpilówka (516 m) bądź Spilówka – całkowicie porośnięte lasem wzniesienie znajdujące się na Pogórzu Wiśnickim w długim 20-kilometrowym grzbiecie zwanym pasmem Szpilówki, który ciągnie się od doliny Uszwicy na zachodzie, po dolinę Dunajca na wschodzie.
Szpilówka wznosi się nad miejscowością Iwkowa oraz Lipnica Dolna. Jej północne stoki znajdują się na obszarze Wiśnicko-Lipnickiego Parku Krajobrazowego (jego granica biegnie grzbietem Pasma Szpilówki). Ze stoków tych spływa jeden z dopływów Piekarskiego Potoku (w zlewni Uszwicy). W północno-wschodnim kierunku Szpilówka tworzy krótki grzbiet zakończony wzniesieniem Ostrej Góry. Po obu jego stronach znajdują się jary potoków. Spływają nimi dopływy Beli (zlewnia Dunajca).

## Historia
Około 1962 roku w lesie na Szpilówce powstała tajna baza wojsk Związku Radzieckiego. W niewielkiej placówce na powierzchni około 4 ha stacjonowało około 20 żołnierzy. Część z nich pełniła wartę bezpośrednio na placówce, część mieszkała na obrzeżach Iwkowej. Działalność bazy była otoczona tajemnicą. Miejscowa ludność sądziła, że są w niej wyrzutnie rakiet, bunkry z rakietami atomowymi, a nawet stacja kosmiczna. W rzeczywistości była to stacja anten nadawczo-odbiorczych zasilanych przez agregaty prądotwórcze. Ich pracę słychać było w okolicy. Żołnierze handlowali z miejscową ludnością wymieniając paliwo, głównie za bimber i żywność. Opuścili bazę w 1962 r., potem ponownie powrócili do niej w 1968 r. podczas inwazji na Czechosłowację. Ostatecznie bazę zlikwidowano w 1970 r.
Żołnierze stacjonujący przy stacji anten chronili się w ziemiance. Wkopana była w ziemię, przykryta deskami i obłożona darniną. Ziemianka na potrzeby turystów została odbudowana w jej pierwotnym miejscu.

## Turystyka
We wrześniu 2018 r. gmina Iwkowa, wzniosła 30-metrową ogólnodostępną stalową wieżę wieżę widokową na Szpilówce wraz z towarzyszącą infrastrukturą techniczno-turystyczną.
Przez całe Pasmo Szpilówki prowadzi zielony szlak turystyczny, na wieżę widokową poprowadzono ponadto ścieżkę dydaktyczną.
 – z Rajbrotu przez Dominiczną Górę, Piekarską Górę, Szpilówkę, Bukowiec i Machulec do Czchowa
 – z Iwkowej do wieży widokowej na Szpilówce